# Evoronmeer

Het Evoronmeer (Russisch: Эворон) is een groot zoetwatermeer in de kraj Chabarovsk in Rusland. Het heeft een oppervlakte van 194 km², is 30 kilometer lang en 12 kilometer breed. De gemiddelde diepte is 2 tot 3 meter. Er wordt gevist in het meer. De Evoer mondt erin uit en de Devjatka, een zijrivier van de Gorin, ontspringt er.